# Bahnhofstraße 30, 32 (Haldensleben)

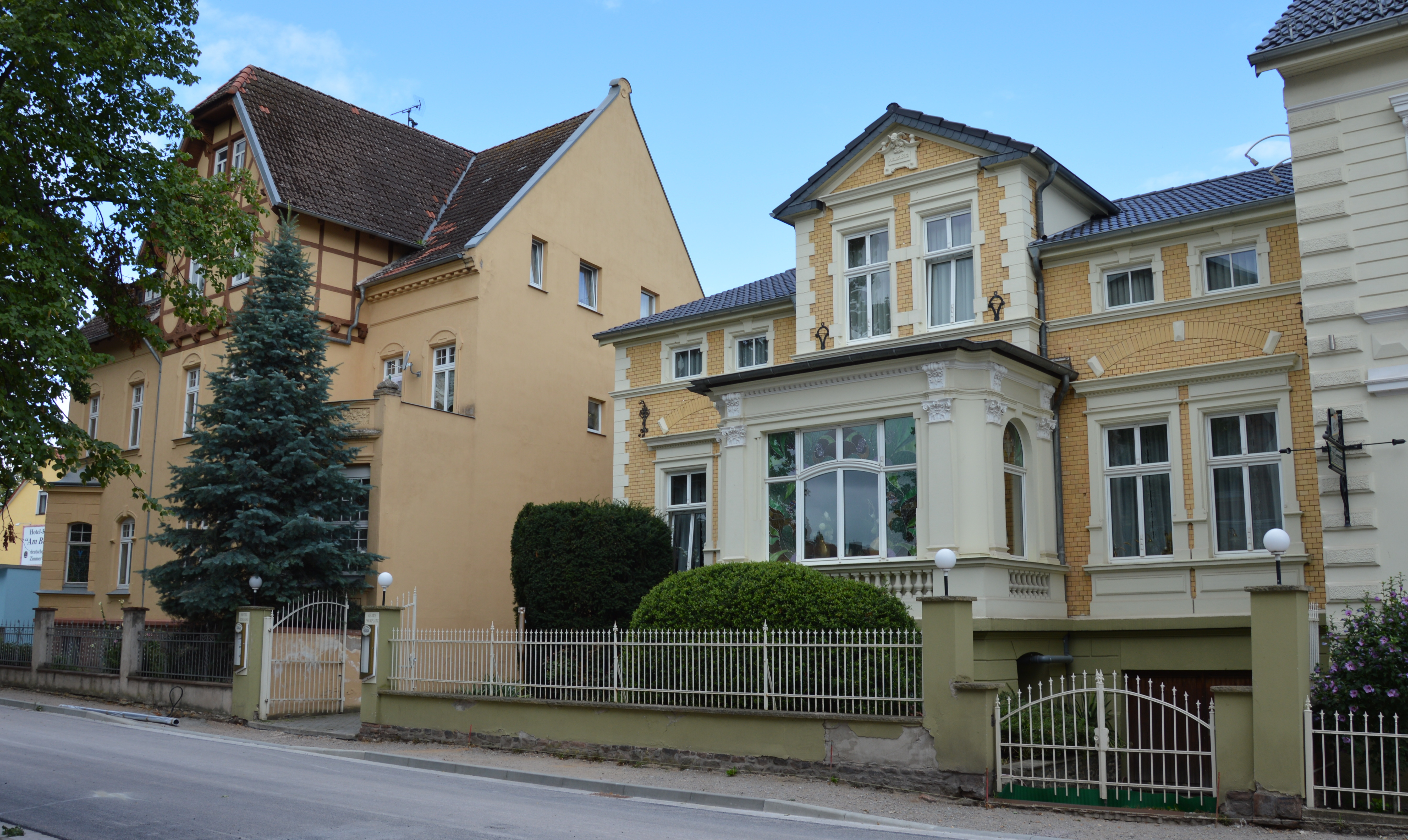
Bahnhofstraße 30, 32

Die Bahnhofstraße 30, 32 ist eine denkmalgeschützte Häusergruppe in Haldensleben in Sachsen-Anhalt.
Sie befindet sich am südlichen Ende der Bahnhofstraße. Etwas weiter südlich liegt der Bahnhof Haldensleben.

## Architektur und Geschichte
Die Gebäude Bahnhofstraße entstanden in einem seit den 1870er Jahren neu im Stil des Historismus bebauten Gebiet zwischen der nördlichen gelegenen Haldensleber Altstadt und dem südlich hiervon gelegenen Bahnhof.
Die Nummer 30 wurde 1892 als ein an eine Villa erinnerndes Einfamilienhaus gebaut. Dem Ziegel-Quader-Bau ist ein Vorgarten vorgelagert, so dass die Hausfront etwas hinter die Straßenflucht zurückspringt. Am Haus finden Elemente des Neobarock.
Haus Nummer 32 ist eine Jugendstil-Mietvilla mit einem kleinen, nur streifenförmigen Vorgarten.
Im örtlichen Denkmalverzeichnis ist die Häusergruppe unter der Erfassungsnummer 094 98502  als Denkmalbereich eingetragen.